# 戦後政治の総決算
戦後政治の総決算（せんごせいじのそうけっさん）とは、中曽根内閣が「政治の見直しと新しい政治の建設のため」、そしてかねてより主張していた「たくましい文化と福祉の国」の実現のため行った、「行政経費の節減と予算の効率化、補助金や人員の削減、公債依存度の引き下げ、電電、専売、国鉄の民営化、医療や年金の改革等の諸改革」のこと。
中曽根は1985年（昭和60年）の第102回国会における施政方針演説で、「私は、内閣総理大臣の重責を担って以来、戦後政治の総決算を標榜し、対外的には世界の平和と繁栄に積極的に貢献する国際国家日本の実現を、また、国内的には二十一世紀に向けた「たくましい文化と福祉の国」づくりを目指して、全力を傾けてまいりました。このような外交、内政の基本方針を堅持し、国民の皆様の幅広い支持のもとに、これをさらに定着させ、前進させることが、私の果たすべき責務であると考えます。」と述べた。